# Metaalhaartjes

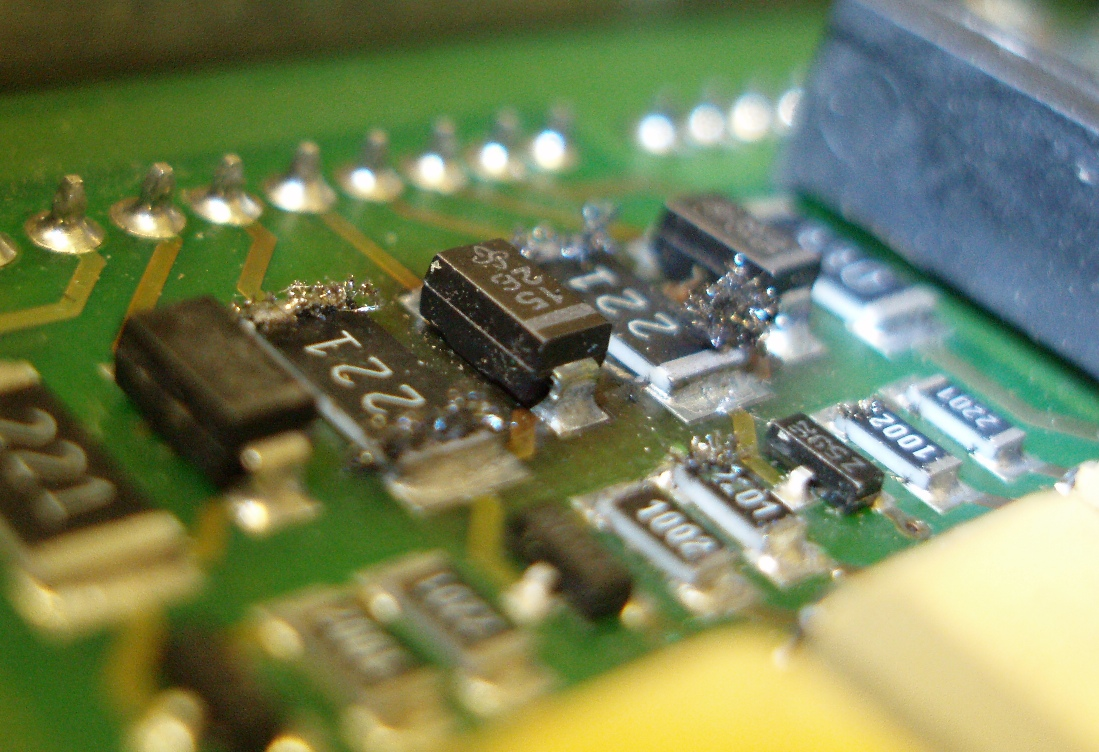
Zilverhaartjes op SMD-weerstanden

Metaalhaartjes (ook wel 'whiskers', Engels voor snorharen) zijn zeer kleine haarvormige uitgroeiingen van bepaalde metalen. Metaalhaartjes zijn monokristallen, met een doorsnede van enige micrometers en een lengte van enige honderden micrometers.
Het is een bekend verschijnsel bij soldeerverbindingen. Hierbij ontstaan er tinhaartjes, die schade kunnen aanrichten in de elektrische apparaten, waar het soldeertin toegepast is.

## Vorming van de metaalhaartjes

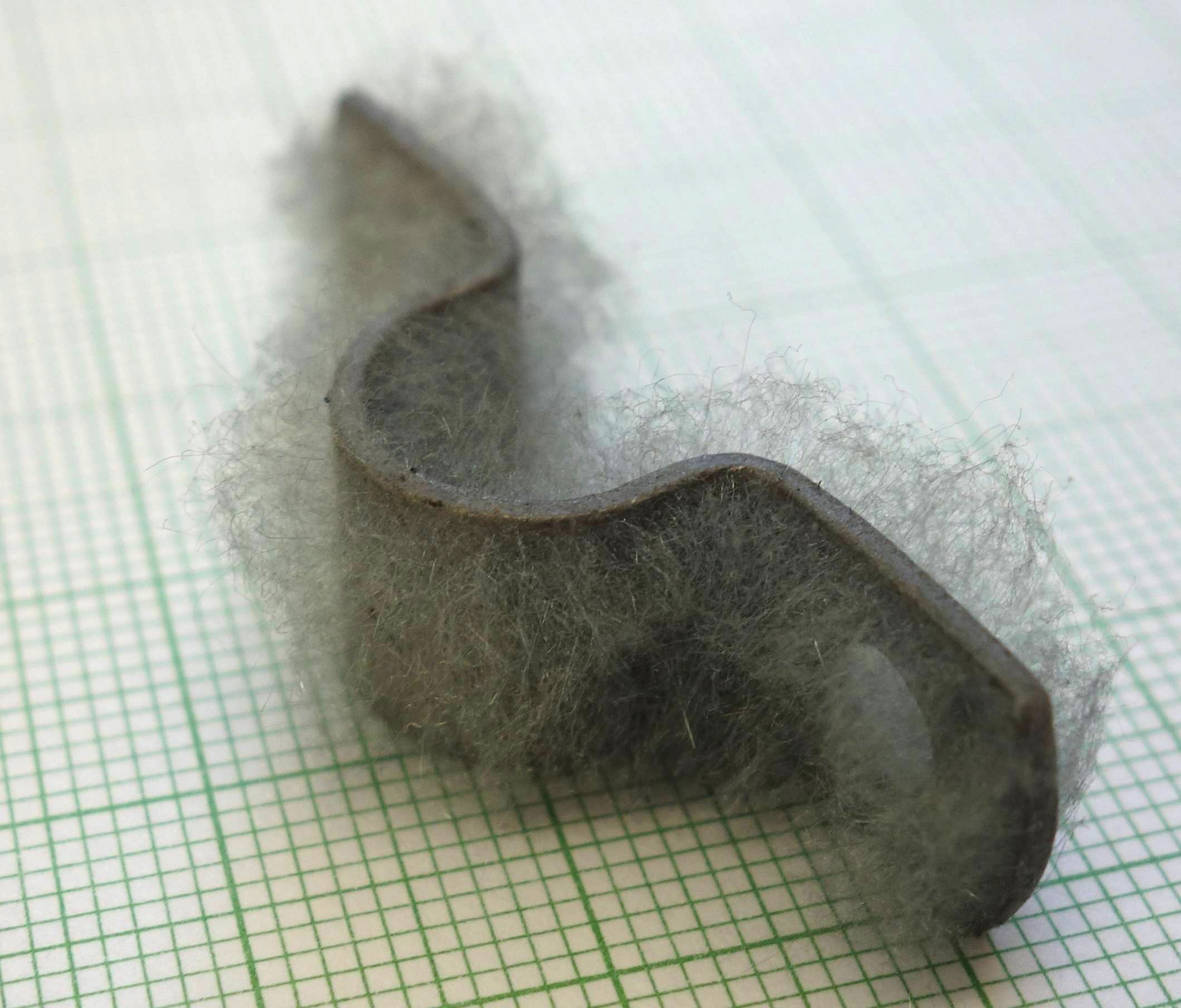
Enkele mm lange zinkhaartjes op verzinkt gecoat staal

Omdat metaalhaartjes monokristallen zijn, zijn zij zeer homogeen, vrijwel vrij van discontinuïteiten. Metaalhaartjes hebben een hogere materiaalsterkte dan polykristallijne stoffen.
Het groeien van metaalhaartjes kan tot 1 millimeter per jaar bedragen. Het is een dynamisch proces met meerdere invloeden.
Bij de vorming van metaalhaartjes gaat het om transport van atomen. De vorming van metaalhaartjes treedt vooral op bij gemiddelde temperaturen. Bij te lage temperaturen is de mobiliteit van de atomen te klein, en treedt het verschijnsel niet op. Bij hoge temperaturen is de materiaalspanning in het metaal kleiner. Voor het tin in soldeertin ligt het kwetsbare temperatuurgebied tussen kamertemperatuur (20 °C) en 75 °C.
Er zijn metalen waarbij metaalhaartjes zich makkelijker vormen dan bij andere metalen. Het gaat met name om antimoon, cadmium, indium, zink en tin.
Restspanning in het materiaal bij galvanisch opgebrachte lagen bij metalen.
Mechanische materiaalspanningen; het gaat hierbij ook om mechanische krachten op klem- en schroefverbindingen van de componenten.

## Metaalhaartjes bij soldeertin
Bij soldeertin treedt de vorming van metaalhaartjes vooral op bij een hoog tingehalte, boven de 70 procent. Het kan dus ook op printplaten optreden, waar het meteen al in de directe omgeving schade kan aanrichten.
Het fenomeen is ontdekt door telefoonmaatschappijen aan het eind van de veertiger jaren en het leidde tot het toevoegen van lood aan soldeertin, wat de problematiek verminderde. In consumentenproducten mag echter volgens de European Restriction of Hazardous Substances Directive (RoHS) vanaf juli 2006 geen lood meer gebruikt worden.

## Problemen
Met name op printplaten kunnen er problemen ontstaan, door de fysieke nabijheid van soldeerverbindingen en de geleidende koperbanen op de printplaat. Maar metaalhaartjes kunnen ook op andere plaatsen ontstaan. Ze kunnen door de lucht in een elektronisch apparaat geblazen kunnen worden, waardoor er schade kan ontstaan, bijvoorbeeld bij computers.
In de harde schijf van computers kunnen ze head crashes en lagerschade veroorzaken wanneer ze afgebroken zijn. Tinhaartjes kunnen ook problemen veroorzaken in relaisschakelingen. Pacemakers zijn teruggeroepen door de fabriek wegens tinhaartjes. Bij frequenties boven 6 GHz in snelle digitale schakelingen, kunnen tinhaartjes zich gedragen als miniatuur antennes, die de impedantie van de schakeling beïnvloeden en reflecties veroorzaken.
De problemen met metaalhaartjes komen dan pas tot uiting wanneer er een onbedoelde kortsluiting tot stand is gekomen. Dit kan zijn na jaren probleemloos bedrijf.

## Oplossingen

### Lood
Toepassing van lood kan dit verschijnsel flink verminderen. Dit is de reden dat traditioneel lood toegevoegd werd aan het 'soldeertin'. "60/40" soldeertin bestaat voor 60% uit tin en voor 40% aan lood.
Na 2006 mag vrijwel alleen loodvrij soldeer toegepast worden. De Europese Unie heeft het gebruik van lood in de meeste consumentenproducten verboden wegens gezondheidsproblemen en het "high-tech afvalprobleem", die geassocieerd worden met het gebruik van lood. Zie ook Restriction of Hazardous Substances Directive (RoHS).
Loodvrije soldeertin bestaat voor ongeveer 90% uit tin en voor de rest uit andere metalen, zoals zilver en koper. Ondanks milieutechnisch goede eigenschappen heeft het ook een aantal nadelen waaronder lagere mechanische sterkte, na verloop van tijd brosse verbindingen en het verschijnsel van de metaalhaartjes dat voorheen werd onderdrukt door het gebruik van lood. Ook moet het met hogere temperaturen gesoldeerd worden wat speciale eisen stelt aan de te solderen onderdelen. Consumenten-electronica gaat hierdoor minder lang mee dan apparatuur die met loodhoudende soldeertin werd gebouwd. Dit is dan ook een reden om geen loodvrije soldeertin te gebruiken in medische en militaire apparatuur.

### Conformal coatings
Conformal coatings, die bestaan uit een polymeer of een keramisch materiaal kunnen de vorming van metaalhaartjes stoppen. Polymere coatings zorgen ervoor dat de haartjes de kwetsbare delen niet kunnen bereiken terwijl keramische coatings voorkomen dat haartjes door de coatings heen kunnen prikken.

### Oppervlaktebehandeling
Thermische oppervlaktebehandeling, in tegenstelling tot galvanische oppervlaktebehandeling (galvanisch aangebrachte lagen), kan het risico van vorming van metaalhaartjes verminderen. Maar ook galvanisch opgebrachte lagen zouden naderhand nagegloeid kunnen worden.